# فرانشيسكو الثاني ملك الصقليتين
فرانشيسكو الثاني (16 يناير 1836 - 27 ديسمبر 1894)، ملك الصقليتين من عام 1859 حتى 1861.
ابن وولي عهد فرديناندو الثاني ملك الصقليتين وماريا كريستينا سفويا، وفرانشيسكو الثاني هو آخر ملوك آل بوربون على نابولي حيث ولد سنة 1836. قد أهمل تعليمه كثيرا وأثبت أنه رجل ضعيف الشخصية، تأثر إلى حد كبير بزوجة أبيه الأرشيدوقة ماريا تيريزا من النمسا ومن قبل الكهنة والبطانة أو الرجعية.
و في 8 يناير من عام 1859 تزوج من الدوقة البافارية ماريا صوفيا، من العائلة الملكية البافارية آل فيتلسباخ (الشقيقة الصغرى لإليزابت إمبراطورة النمسا القرينة). عاشت إبنتهما الوحيدة كريستينا ثلاثة أشهر فقط (24 ديسمبر 1869 - 28 مارس 1870).
صعد العرش إثر وفاة والده (22 مايو 1859). فعين حالا كارلو فيلانجييري رئيسا للوزراء، الذي أدراك أهمية انتصارات البييمونتيين في لومبارديا، فنصح فرانشيسكو بقبول التحالف مع مملكة سردينيا التي اقترحه كاميلو بينسو كونت كافور. في 7 يونيو تمرد جزء من الحرس السويسري، وبينما كان الملك يهدأهم بوعدهم بمعالجة مظالمهم، جمع الجنرال نونسيانتي قوات غيرها، وحاصرت المتمردين وأطلق النار عليهم. وأسفرت الحادثة عن حل الحرس السويسري بكامل هيئته وهو أقوى حصون السلالة.
اقترح كافور مرة أخرى تحالفا لتقاسم الدولة البابوية بين بييمونتي ونابولي باستثناء مقاطعة روما، ولكن فرانشيسكو رفض الفكرة معتبرا إيّاها تدنيسا للمقدسات. أصر فيلانجييري بقوة على إقامة دستور باعتباره السبيل الوحيد لإنقاذ السلالة، ولرفض الملك استقال.
و في الوقت نفسه كانت الأحزاب الثورية تعمل لإزاحة آل بوربون في كالابريا وصقلية، وكان جوزيبي غاريبالدي يعد لهجوم عاى الجنوب. اكتشفت مؤامرة في صقلية وعوقب المتآمرون بقسوة وحشية، ولكن روزالينو بيلو وفرانشيسكو كريسبي نظموا الحركة، وعند هبوط في غاريبالدي في مارسالا (أيار / مايو 1860) مع ألفه، استولى على الجزيرة بسهولة مذهلة.

## روابط خارجية
- فرانشيسكو الثاني ملك الصقليتين على موقع الموسوعة البريطانية (الإنجليزية)